# Heilige Woche in Jerusalem (4. Jahrhundert)

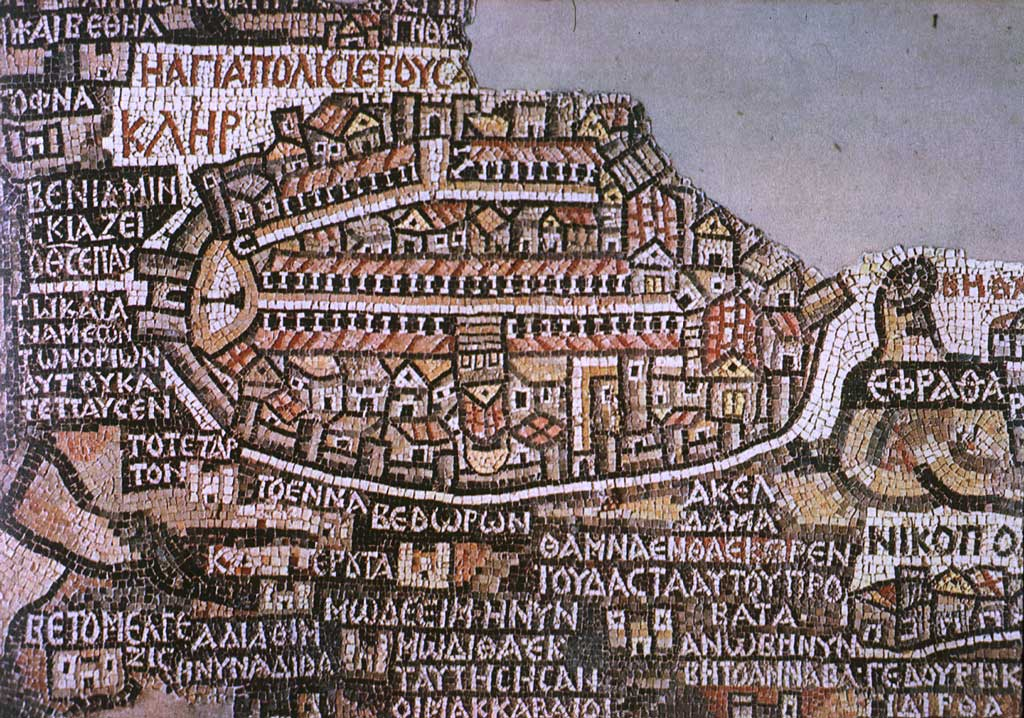
Topographie von Jerusalem in der Spätantike (Madabakarte)

Die Heilige Woche in Jerusalem wurde am Ende des 4. Jahrhunderts von der Pilgerin Egeria in ihrem Reisebericht (Itinerarium) beschrieben. Es handelt sich um eine Reihe von Gottesdiensten und liturgischen Vollzügen vom Lazarus-Samstag bis Ostersonntag. Dabei wurden die Bibeltexte der Passionsgeschichte und das Osterevangelium in Beziehung gesetzt zu den Orten, an denen sich nach alter christlicher Tradition die betreffenden Geschehnisse ereignet hatten. Ort und Zeit verschränkten sich: Der passende Bibeltext, der – in antiker Wahrnehmung – authentische Ort und die richtige Zeit (im Kirchenjahr) fanden zusammen.

## Orte
Die Orte für diese liturgischen Begehungen befanden sich entweder im Bereich des Ölbergs, wo sich schon früh eine christliche Erinnerungslandschaft gebildet hatte, oder in der konstantinischen Grabeskirche. Sie ist das zentrale Bauwerk des christlichen Jerusalem, direkt an der Hauptstraße (Cardo maximus) gelegen, wie die Mosaikkarte von Madaba zeigt. Andere Orte im Stadtgebiet spielen, bis auf die Geißelungssäule auf dem Zionsberg, in der Alt-Jerusalemer Liturgie der Heiligen Woche noch keine Rolle.

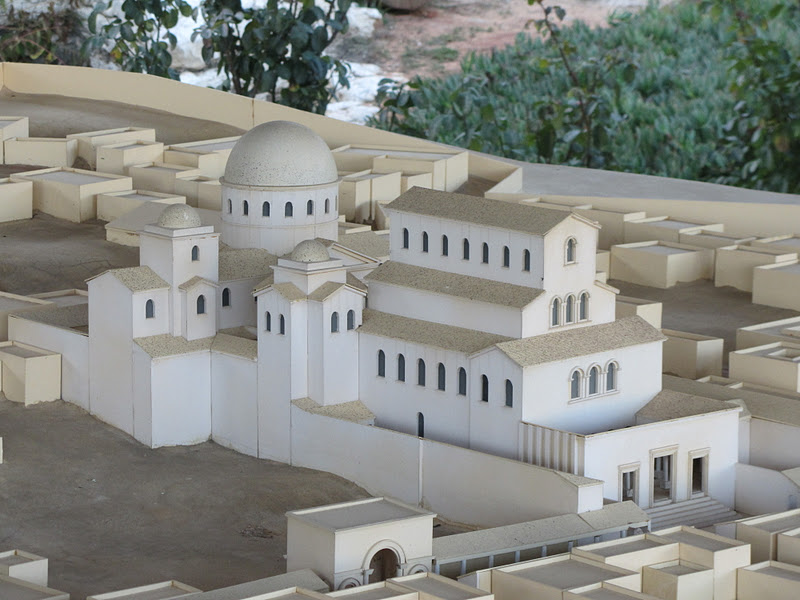
Modell der Grabeskirche im 4. Jahrhundert

Das liegt auch daran, dass sich im Ablauf der Heiligen Woche der Besuch authentischer Orte mit dem Besuch symbolischer Orte abwechselte; besonders deutlich wird dies, wenn zum Abendmahl am Gründonnerstag nicht etwa ein Haus aufgesucht wurde, in dem die Tradition das letzte Mahl Jesu mit den Jüngern verortete – sondern die Gemeinde sich zum Kommunionempfang unter das Kreuz in der Grabeskirche begab, an einen hoch symbolischen Ort.

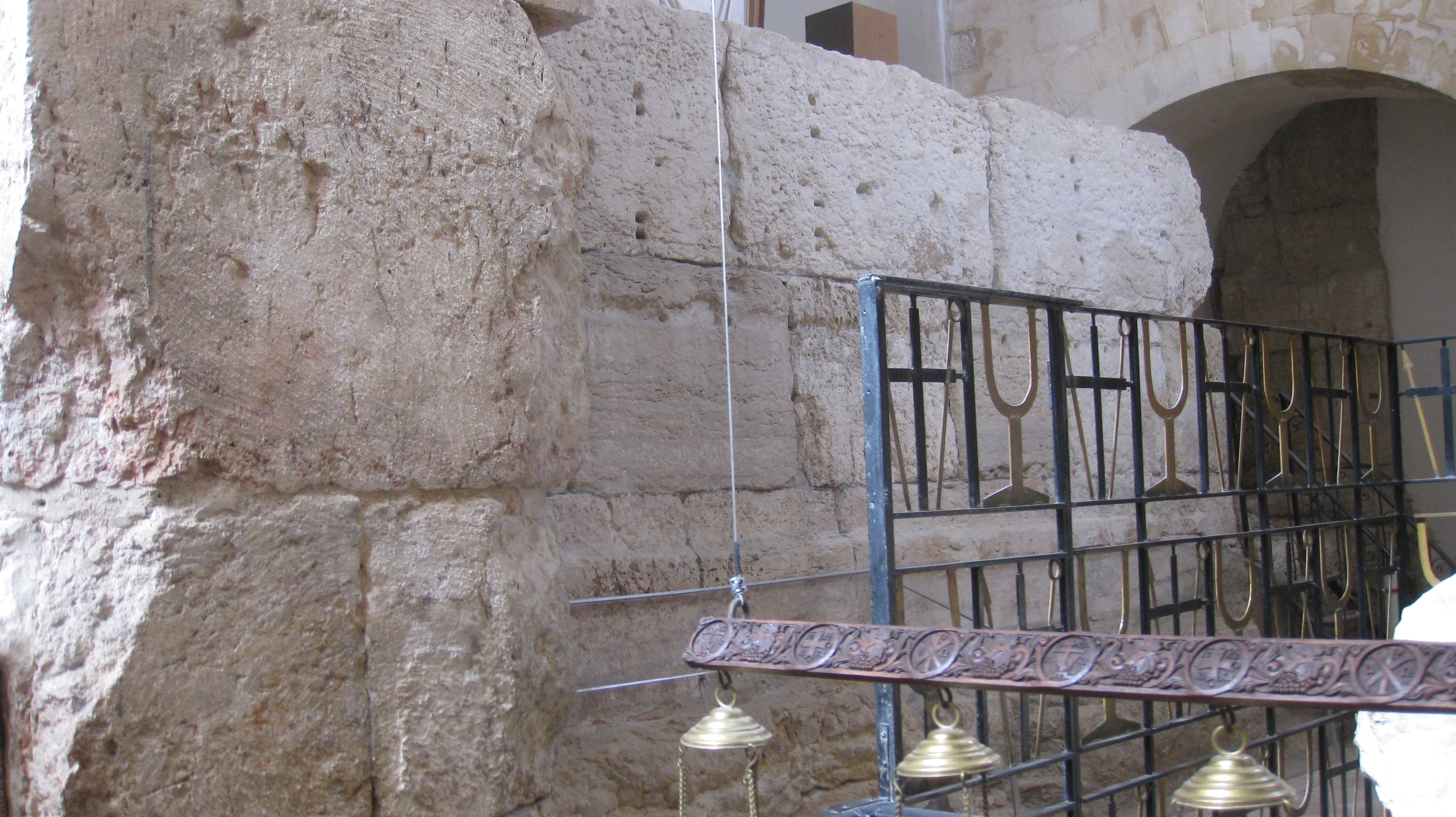
Römische Bausubstanz, Abschlussmauer der konstantinischen Grabeskirche (Alexander-Nevsky-Kirche)

Die Grabeskirche erstreckte sich vom Cardo etwa 132 m nach Westen und war fast 43 m breit. Es war zwar ein kaiserliches Bauprojekt, aber man konnte nicht größer bauen, da das zur Verfügung stehende Gelände begrenzt war. Ihre Bedeutung zeigte sich in der kostbaren Ausstattung, für die Kaiser Konstantin gesorgt hatte. Vom Cardo gelangte man durch die Propyläen ins Atrium, hinter dem sich eine fünfschiffige Basilika, das sogenannte Martyrium befand, 58 m lang und 40 m breit. Man konnte an beiden Seiten durch einen offenen Gang an der Basilika außen entlanggehen und gelangte in einen Innenhof mit dem Golgathafelsen. Hinter dem Innenhof schloss sich die überkuppelte Rotunde der Anastasis („Auferstehung“) an, in deren Mitte sich die Heilig-Grab-Ädikula befand. Acht Tore führten vom Innenhof in die Anastasis.
Reste des repräsentativen Eingangsbereichs der spätantiken Grabeskirche (Propyläen und Atrium) kann man am Suq Chan ez-Zeit entdecken, und zwar an der russisch-orthodoxen Alexander-Nevsky-Kirche und der daneben befindlichen Zuckerbäckerei: vier Säulenstümpfe des Cardo, antike Pflasterung und Schwelle, etwa 7 m der östlichen Abschlussmauer aus konstantinischer Zeit.
Alle konstantinischen Kirchen Jerusalems wurden von ortsansässigen Architekten ausgeführt. Die Christen waren im Palästina des 4. Jahrhunderts noch eine Minderheit, für deren normalen Gottesdienst kleinere Kirchen ausreichten, „und die in all diesen Anlagen umfangreichen offenen Höfe und Plätze trugen dem erwarteten Zustrom an Pilgern Rechnung.“

## Tage

### Lazarus-Samstag

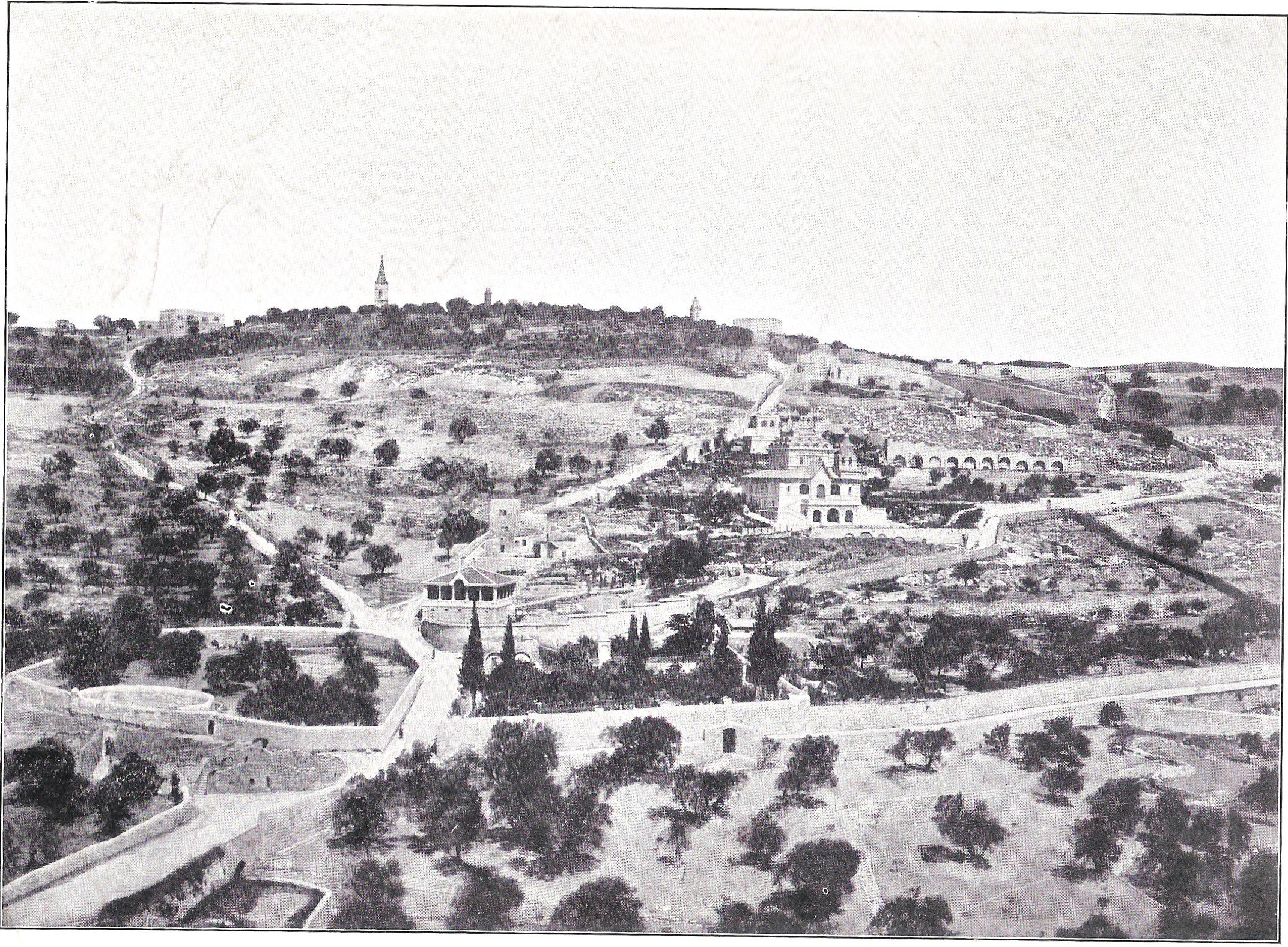
In der Heiligen Woche besuchte man mehrfach Stätten auf dem Ölberg, wo es alte christliche Erinnerungsorte gab. Die Via Dolorosa war unbekannt.

Die Heilige Woche begann am Nachmittag des Lazarus-Samstags.
Die Gläubigen wanderten von Jerusalem nach Bethanien am Ostabhang des Ölbergs. Hier lokalisierte die Tradition an der Straße einen Ort, wo Jesus und Maria, die Schwester des Lazarus, einander begegneten (Johannes 11,20–27 ). Zur siebten Stunde (um 13 Uhr) traf der Bischof von Jerusalem ein, wobei ihm die Mönche entgegenkamen; und alle begaben sich in die an dieser Stätte erbaute Kirche. Ein kurzer Gottesdienst hatte die Lesung der betreffenden Bibelstelle zum Inhalt. „Es wird also genau dem Johannesevangelium entlang inszeniert: An die Stelle Jesu tritt der Bischof, an die Stelle der Maria treten die Mönche und an die Stelle der Juden die Gläubigen.“
Der Ort ist ein alter Erinnerungspunkt, der sogenannte Stein des Wartens Jesu. Er befand sich auf der Straßenseite gegenüber der heutigen griechisch-orthodoxen Kirche bei Burdsch al-Hammar in einem heute aufgelassenen Gelände.
Daraufhin begaben sich alle unter Hymnengesang zum „sogenannten Lazarium“, wo sich schon eine große Menschenmenge auf den umliegenden Feldern eingefunden hatte.
Nach dem Bericht des Pilgers von Bordeaux gab es im 4. Jahrhundert bereits eine als Lazarusgrab verehrte Grabanlage mit Kapelle, und um diesen kleinen Kultbau sammelte sich die Menschenmenge im Freien. Hieronymus bezeugte wenige Jahre nach Egerias Besuch östlich des Lazarusgrabes eine „jetzt dort erbaute Kirche“. Sie bestand bis zum Erdbeben des Jahres 447 und ist archäologisch gut bekannt: eine dreischiffige Basilika, 19 m breit, etwa 35 m lang, mit eingeschriebener Apsis und erhöhtem Presbyterium. Die Reste des rein ornamentalen Mosaikfußbodens gehören zu den ältesten kirchlichen Mosaiken der Region. Das Areal ist heute in franziskanischem Besitz; die Mosaiken des 4. Jahrhunderts werden im Innenhof vor dem Eingang zur modernen Kirche ausgestellt.
Nach einem Gottesdienst mit passenden Hymnen, Antiphonen und Lesungen ging der Priester zu einem erhöhten Platz und trug von dort aus dem Johannesevangelium Kapitel 12  vor, das einen Hinweis auf Ostern enthält. Die Auferweckung des Lazarus war in der Jerusalemer Liturgie also der eindrucksvolle Auftakt für die Heiligen Woche.

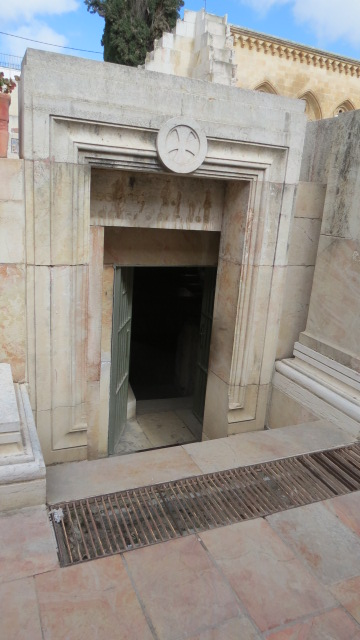
Eingang zur Eleona-Grotte im Bereich der heutigen Paternosterkirche auf dem Ölberg

Alle wanderten daraufhin auf dem kürzesten Weg, also über die Anhöhe des Ölbergs von Bethanien nach Jerusalem zurück und begaben sich direkt in die Rotunde der konstantinischen Grabeskirche (Anastasis), wo das übliche Abendgebet mit Entzündung der Lichter (Luzernar) stattfand. Dieses tägliche Abendritual hatte in Jerusalem eine besondere Form angenommen. Das Licht wurde nämlich nicht einfach entzündet wie überall sonst, sondern aus dem Inneren des Heiligen Grabes „hervorgebracht“.

### Palmsonntag
Am Nachmittag des Palmsonntags zogen die Gläubigen mit dem Bischof um 13 Uhr mit Palmzweigen zum Ölberg. In der Eleona-Kirche fand ein Festgottesdienst statt.
Die Eleona war einer der konstantinischen Kirchenbauten Jerusalems. Ihre Lokalisierung machte sich an einer verehrten Grotte auf dem Weg von Bethanien nach Jerusalem fest, was aus Egerias Bericht (siehe: Dienstag) sehr deutlich wird.
Um 15 Uhr begab man sich Hymnen singend zum sogenannten Imbomon, wo alle sich setzten, während die Diakone standen. Bis um 17 Uhr wechselten verschiedene Lesungen und Gesänge einander ab; dann wurde das Evangelium vom Einzug nach Jerusalem verlesen (Matthäus 21,1–11 ).
Das Imbomon war ein von der Stadt gut sichtbarer Fels oder kleiner Hügel auf der Kuppe des Ölbergs, an dessen Stelle sich heute eine Moschee befindet. Hier lokalisierte man die Himmelfahrt Christi. Eine Kirche gab es dort zur Zeit Egerias noch nicht, aber der freie Platz wurde für verschiedene liturgische Feiern genutzt.
In einer Prozession begleiteten Jung und Alt den Bischof nach Jerusalem in der Weise, wie Jesus in Jerusalem einzog, wobei als Antiphon immer wieder Psalm 118,26  gesungen wurde: „Gelobt sei, der da kommt im Namen des Herrn!“ Egeria beschreibt, dass alle Kinder, auch die kleinen, die von ihren Eltern auf dem Rücken getragen wurden, bei diesem Abstieg vom Ölberg Zweige von Palmen oder Ölbäumen in den Händen hielten.
Erst spät kam man in der Grabeskirche zum Abendgebet mit Lichtentzünden an. Diese gemeinsame Rückkehr in die Hauptkirche zum Tagesausklang, der eine Rückkehr in gewohnte liturgische Abläufe des Tagzeitengebets entspricht, bildete ein Gegengewicht zur dramatischen Vergegenwärtigung der Passionsgeschichte und wird sich an den Folgetagen wiederholen.

### Montag der Karwoche
Der Tag begann mit der üblichen Liturgie der Fastenzeit. Aber ab 15 Uhr wurde die Non mit anschließendem Luzernar im Martyrium der Grabeskirche als Gemeindegottesdienst gefeiert, der bis in die Nacht währte. Zum Abschluss zog der Bischof zur Heilig-Grab-Ädikula, wo er die Gläubigen und Katechumenen segnete und entließ.

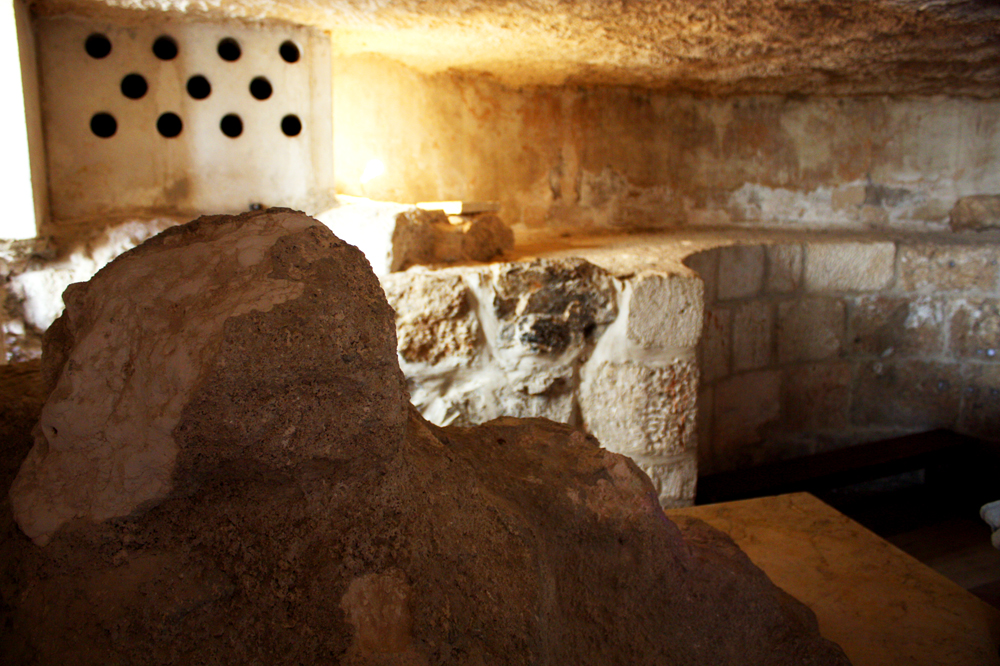
Eleona-Grotte, Reste der „Grotte der Unterweisung“ auf dem Gelände der Paternosterkirche

### Dienstag der Karwoche
Alles fand genau wie am Montag statt, aber die Gemeinde ging nach der Entlassung nicht nach Hause, sondern wanderte in der Dunkelheit zum Ölberg. In der Eleona-Kirche begab sich der Bischof in die Höhle, wo Jesus nach der Tradition seine Jünger zu unterweisen pflegte. Man reichte ihm das Evangelienbuch, und er trug stehend die ganze Rede vor, die Jesus über die Vorzeichen und die Verfolgungen der Endzeit gehalten hatte (Matthäus 24–26 ). Nach dem Segen kehrte jeder spät in der Nacht nach Hause zurück.
Schon im 2. und 3. Jahrhundert wurde auf dem Gelände der Eleona-Kirche eine „Grotte der Unterweisung“ verehrt; nach dem Konzil von Nicäa kam sie „aus ihrem esoterischen Halbdunkel mit einem Schlag ans gleißende Licht des kaiserlichen Bauprogramms.“ Als Egeria Jerusalem besuchte, war die Eleona fest in das liturgische Leben der Stadt eingebunden und in ihrer Bedeutung nicht auf das Thema Himmelfahrtskirche eingeschränkt. Die Eleona-Kirche Konstantins sah folgendermaßen aus: durch einen Portikus gelangte man in das Atrium mit einer großen Zisterne; hinter dem Atrium erhob sich die eigentliche Basilika mit einer Grundfläche von etwa 30 × 18 m, geschmückt mit einem Mosaikfußboden. Von hier aus hatte man damals einen guten Blick auf die Stadt. Das machte sie zu einem geeigneten Ort für die Endzeitrede, in der das Schicksal von Jerusalem thematisiert wird.

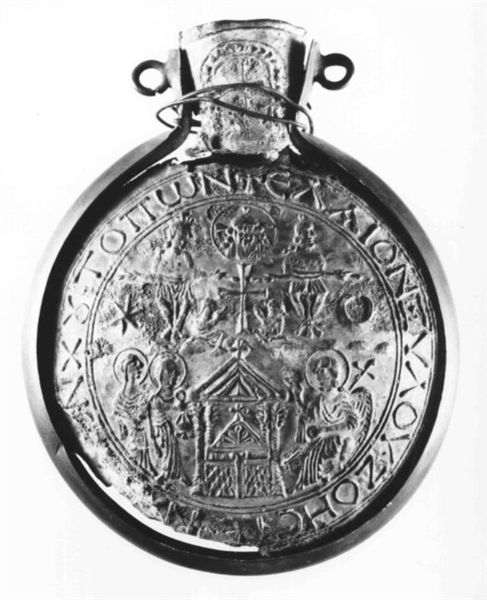
Pilgerflasche aus Bobbio mit Darstellung der konstantinischen Heilig-Grab-Ädikula (unten Mitte). Die zaunartige Abgrenzung des Eingangsbereichs ist gut erkennbar und spielte in der Liturgie eine wichtige Rolle.

### Mittwoch der Karwoche
Auch der Mittwoch begann in der Grabeskirche mit der üblichen Liturgie der Fastenzeit. Spät am Abend begab sich der Bischof in die Heilig-Grab-Ädikula; der Liturg aber blieb vor dem Metallgitter stehen, womit der Eingang damals eingefasst war. Von hier aus trug er den Bericht über den Verrat des Judas vor (Matthäus 26,14–16 ). Daraufhin begann die ganze in der Grabeskirche versammelte Gemeinde zu weinen und zu klagen.

### Gründonnerstag
Der Gründonnerstag begann wie ein normaler Tag in der Fastenzeit, nur dass der Gottesdienst früher abgeschlossen wurde. Daraufhin teilte der Bischof den Gläubigen die Eucharistie aus, und zwar „hinter dem Kreuz“. Das geschah einmalig im Jahr nur am Gründonnerstag. Der Ort ist in der heutigen Grabeskirche allerdings nicht mehr genau lokalisierbar; vermutlich handelte es sich um eine Art Kapelle innerhalb der Basilika, dort wo der Golgathafelsen offen anstand.
Nach Abschluss des Gottesdienstes eilte jeder nach Hause zur cena, der antiken Hauptmahlzeit am Abend. Danach machte man sich auf zur Eleona-Kirche auf dem Ölberg. Hier wurden ab etwa 19 Uhr Hymnen gesungen und die Abschiedsreden Jesu verlesen (Johannes 14–17 ). Um Mitternacht begab man sich zum Imbomon, wo der Gottesdienst fortgesetzt wurde.

### Karfreitag

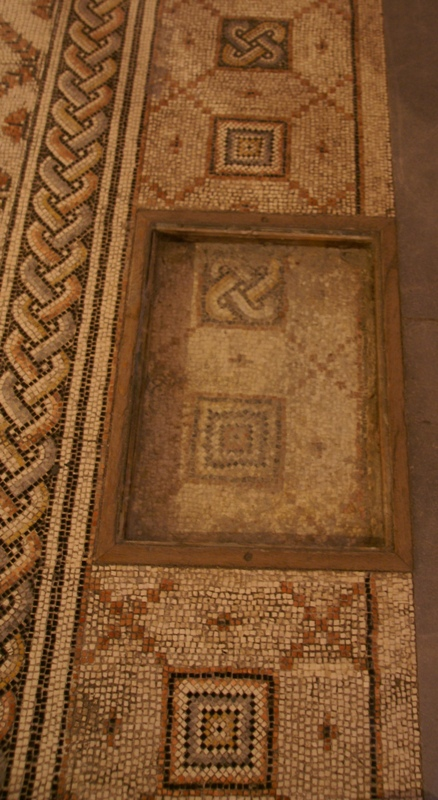
Reste des spätantiken Mosaikfußbodens der ecclesia elegans in der Kirche der Nationen

Beim ersten Hahnenschrei am Karfreitag zog die Gemeinde vom Imbomon den Ölberg hinab zu dem Ort, wo die Tradition das Gebet Jesu vor seiner Verhaftung (Lukas 22,41–44 ) lokalisiert hatte. Hier befand sich eine „vornehme Kirche (ecclesia elegans)“, wo das passende Evangelium verlesen wurde. Jung und Alt stieg nun bergab zum Garten Gethsemane, was sehr lange zu dauern pflegte (lente et lente) wegen des Andrangs der Menge und weil die Menschen vom Fasten und durch Schlafentzug, zuletzt auch durch das nächtliche Wandern am Ölberg sehr geschwächt waren. Mehr als 200 brennende Kerzen waren dort „als Licht für das Volk“ aufgestellt. In diesem prächtig illuminierten Garten mit Olivenbäumen wurde nun das Evangelium von der Verhaftung Jesu verlesen, und darauf erhob sich ein derartiges Stöhnen, Weinen und Wehklagen, dass es bis nach Jerusalem zu hören war. Dabei mischte sich die liturgische Trauer mit dem vitalen Ausdruck der Erschöpfung.
Egerias „vornehme Kirche“ ist wahrscheinlich identisch mit der 1920 entdeckten Basilika, an deren Standort sich heute die sogenannte Kirche der Nationen befindet. (Der Garten Gethsemani wäre dann im 4. Jahrhundert weiter unten im Tal lokalisiert worden.) Beim Bau der Kirche der Nationen versuchte man, so viel wie möglich von der ergrabenen Basilika zu zeigen. Die moderne Kirche ist gleich ausgerichtet, aber größer, so dass die Mauern und Säulenbasen der Basilika sich im Innenraum befinden, wo sie durch graue Marmorplatten markiert wurden. Reste des Mosaikfußbodens in den Seitenschiffen wurden in den modernen Fußboden integriert.
Die Menge begleitete nun den Bischof zurück in die Stadt. In der Dämmerung kam man am Stadttor an (dem heutigen Löwentor). Bis man in der Grabeskirche die Stelle der Kreuzigung erreichte, war es schon hell geworden. Hier wurde der Bericht vorgelesen, wie Jesus von Pilatus verhört wurde. Anschließend wandte der Bischof sich an die Menge und ermutigte sie, den Rest dieses schweren Tages durchzustehen. Es sei gut, sich nun zu Hause ein wenig auszuruhen, damit man für den Fortgang der Liturgie zur zweiten Stunde (um 8 Uhr) gekräftigt sei.
Noch vor Sonnenaufgang sammelte sich eine Menge von Gläubigen an der Geißelungssäule auf dem Zion, um dieser Station der Passion Christi zu gedenken; und dann fand man ein wenig Zeit, um zu ruhen.
Nach Hieronymus befand sich im 4. Jahrhundert eine christliche Kirche auf dem Zionsberg, in deren Portikus die Geißelungssäule verehrt wurde. Diese Hagia Sion oder „Kirche der Apostel“ war besonders mit dem Pfingstfest verbunden. An der Südostecke des heutigen Heiligtums Davidsgrab/Abendmahlssaal sind von außen noch fünf Steinlagen aus römischen Quadern erkennbar; dabei handelt es sich wahrscheinlich um den Rest der Kirche Hagia Sion, die Egeria mehrfach erwähnt.
Unterdessen hatte der Bischof in der Grabeskirche seinen Stuhl (cathedra) „hinter dem Kreuz“ eingenommen, und es wurde vor ihm ein mit Linnen bedeckter Tisch aufgestellt, worauf die Kreuzreliquien zur Verehrung durch die Gläubigen gelegt wurden: Holz vom Kreuz Christi (sonst in einem silbernen, vergoldeten Kästchen aufbewahrt) und die Tafel, die am Kreuz befestigt war. Dabei war es üblich, dass die Menschen sich einzeln vor dem Tisch verneigten und die Reliquien mit der Stirn berührten, sie betrachteten und dann küssten. Der Bischof hielt im Sitzen die beiden Enden der Kreuzreliquie in seinen Händen. Die Diakone standen in einem Kreis um den Tisch und bewachten die Reliquien, denn, so erklärte Egeria ihren Lesern, es gab einen Fall, wo jemand ein Stück vom Holz abgebissen und so gestohlen hatte. Ein Diakon hielt den Siegelring Salomos und das Salbhorn der Könige von Juda, zwei Objekte, welche gleichfalls von den Gläubigen verehrt wurden. Wegen der Enge des Raumes dauerte es bis Mittag, bis alle Gläubigen, durch eine Tür eintretend, durch die andere hinausgehend, die Kreuzreliquien in dieser Weise verehrt hatten.

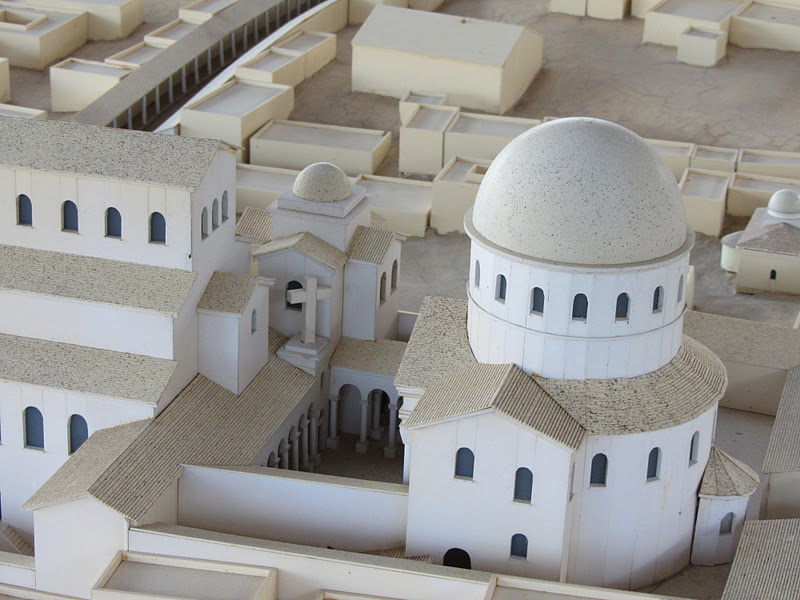
Innenhof der konstantinischen Basilika, Blick nach Süden (Modell)

Die Menschenmenge sammelte sich nun in dem großen Innenhof der konstantinischen Basilika zwischen der Rotunde (Anastasis) und dem Martyrium. Von 12 Uhr bis 15 Uhr hörten die Gläubigen gedrängt in diesem Hof die Verlesung von Bibeltexten an, die zum Leiden Christi passten, im Wechsel mit Gebeten. Die Anwesenden zeigten mit aufgeregten Gesten, Klagen und Weinen ihre emotionale Beteiligung an diesem Geschehen.
In der südöstlichen Ecke dieses zentralen Atriums erhob sich etwa fünf Meter hoch der mit Golgatha identifizierte Felssporn, auf dem ein großes Kreuz stand. Hier unterschied man die beiden liturgischen Orte „vor dem Kreuz“ (im Atrium) und „hinter dem Kreuz“ (in der Basilika). Zum Vergleich: Wer heute die Grabeskirche besucht, betritt durch das Portal der Kreuzfahrerzeit von der Südseite her den Bereich des früheren konstantinischen Atriums.
Zur neunten Stunde (15 Uhr) las man aus dem Johannesevangelium den Bericht darüber, wie Jesus starb. Daraufhin wurde die Gemeinde entlassen.
Wer noch nicht zu sehr erschöpft war, fand sich später bei der Heilig-Grab-Ädikula zu einer Nachtwache ein.

#### Exkurs: Fastenpraxis in Jerusalem
Bei ihrer Beschreibung des Karfreitags erwähnte Egeria, dass die Gläubigen durch das Fasten entkräftet gewesen seien. Grundsätzlich war das Fasten in Jerusalem aber eine Sache, die jeder für sich mehr oder weniger hart gestalten konnte: „Niemand fordert, wieviel einer tun muss, sondern jeder tut, was er kann. Weder wird der, der viel tut, gelobt, noch wird der getadelt, der weniger tut. Das ist hier so üblich.“ Fasten bedeutete, so erläutert sie weiter, Verzicht auf Brot, Öl und Obst; man ernährte sich von Wasser und einer Mehlspeise (sorbitio modica de farina). Für die Mehlspeise überlieferte Hieronymus eine Art Rezept: Sie bestand aus Mehl und fein geschnittenem Gemüse und wurde mit Öl angerichtet.

### Karsamstag
Am Karsamstag fand die Liturgie in der Grabeskirche in der üblichen Weise statt, wobei aber schon Vorbereitungen für die Vigilien der Osternacht getroffen wurden.

### Osternacht
Die Osternacht in der Grabeskirche unterschied sich nicht sehr von dem Ablauf, den Egeria aus ihrer Heimat kannte. Deshalb beschreibt sie die Ostervigilien nicht. In der konstantinischen Basilika befand sich ein großes Taufbecken (fons), da die Taufe durch Untertauchen vollzogen wurde. Die in der Osternacht Getauften (infantes) wurden angekleidet und vom Bischof zur Heilig-Grab-Ädikula geführt, wo der Bischof sich hinter die Absperrung begab und von dort aus die Täuflinge segnete, möglicherweise auch die Firmung spendete. Die Liturgie ist bestimmt durch die Nachahmung von Tod und Auferstehung.
Die Lage des konstantinischen Baptisteriums ist nicht gesichert. Max Küchler vermutet es im Hofbereich nördlich der Anastasis-Rotunde. Das Argument hierfür ist die griechische Inschrift φωνὴ κυρίου ἐπὶ τῶν ὑδάτων phone kyriou epi ton hydaton (Psalm 29,3 ) an einer Zisterne, die Gustaf Dalman in der Nordwestecke des Areals entdeckt hatte. Sie bezieht sich auf die Taufe; eine solche Zisterne war zum Betrieb eines Baptisteriums notwendig. Viele andere Forscher, zum Beispiel Eckart Otto, halten es aber für wahrscheinlicher, dass das ursprüngliche Baptisterium sich an der gleichen Stelle befand, wo unter Kaiser Konstantin IX. Monomachos nach der Zerstörung der Grabeskirche durch al-Hākim eine Taufkapelle gebaut wurde: südlich der Rotunde. Sie steht heute noch und ist die mittlere der drei Kapellen, deren Apsiden man, auf dem Vorplatz der Grabeskirche stehend, linker Hand sieht.

### Ostersonntag
Der Ostergottesdienst entsprach auch dem, was Egeria schon kannte, wobei das Osterevangelium in der Anastasis verkündet wurde. Weil die Menschenmenge durch die Nachtwache bereits erschöpft war, sollte die Eucharistiefeier nicht übermäßig in die Länge gezogen werden: „mit Rücksicht auf das Volk geschieht alles eilig.“

## Quelle
- Egeria: Itinerarium – Reisebericht. Mit Auszügen aus Petrus Diaconus: De Locis Sanctis – Die heiligen Stätten. Übersetzt von Georg Röwekamp (Fontes Christiani, 4. Folge, Band 20), Herder, Freiburg 2017, ISBN 978-3-451-38143-0.